# Burgwerben
Burgwerben is een plaats en voormalige gemeente in de Duitse deelstaat Saksen-Anhalt en maakt deel uit van de gemeente Weißenfels in de Landkreis Burgenlandkreis.
Burgwerben telt 1.054 inwoners.